# リサ・トムソン
リサ・トムソン（Lisa Thomson、1997年9月7日 - ）は、スコットランドの女子ラグビー選手。

## プロフィール
- スコットランド・メルローズ出身[1]。
- ポジションはセンター(CTB)。
- 身長 169cm、体重 77kg
- 7人制スコットランド代表に選ばれたことがある[2]。
- スコットランド代表に選ばれたことがある。

## 略歴
2021年、東京五輪の7人制女子イギリス代表バックアップメンバーに選ばれた。
2024年、パリ五輪の7人制イギリス代表に選ばれた。